# Lublinska unija
Lublinska unija (poljski: Unia lubelska; litavski: Liublino unija; ukrajinski: Лю́блінська у́нія; bjeloruski: Лю́блінская у́нія)  je bio povijesni akt, zaključen 1569. godine između Poljske i Litve, koji je poslije dugog postojanja personalne unije između ove dvije države (od 1385), doveo do formiranja realne unije Državne zajednice Poljske i Litve.
Personalna unija je nastala udajom poljske princeze Jadvige Anžuvinske za litavskog kralja Vladislava II. Jagelovića.
Ugovor je potpisan 1. srpnja 1569. u Lublinu, ugovorom je stvorena jedinstvena Poljsko-Litavska Unija. Unija je imala ne samo zajadničkog vladara, već i skupštinu, valutu, vanjsku i obrambenu politiku; obe zemlje su zadržale određenu autonomiju i svoju administraciju, sudove i vojsku. Konstituirajući ključni događaj u povijesti nekoliko država, Unija u Lublinu je gledana prilično različito od mnogih povjesničara. Neki ju identificiraju kao trenutak u kojem Szlachta došla na vrhuncu svoje moći, uspostavljanjem oligarhije, za razliku od apsolutne monarhije te mogući uzrok političke nestabilnosti koja je dovela do Tri podjele Poljske više od 200 godina kasnije. Poljski povjesničari koncentrirati na pozitivne aspekte, naglašavaju mirno i dragovoljno stvaranja te ulogu unije u širenju poljske kulture. Litvanski povjesničari su kritični prema Uniji, ističući da je Poljska dominirala u njoj.

## Vanjske poveznice
- Puni tekst Lublinske unije na poljskom jeziku  Arhivirana inačica izvorne stranice od 29. rujna 2007. (Wayback Machine)